# Магомедов, Меджид Мусенифович
Меджид Мусенифович Магомедов (14 марта 1947, Верхняя Филя, Дагестанская АССР — 14 июня 2019, Махачкала) — советский и российский борец вольного стиля, тренер; Мастер спорта СССР, Заслуженный тренер СССР, Заслуженный тренер РСФСР (1991), Заслуженный работник физической культуры Республики Дагестан.

## Биография
Родился 14 марта 1947 года в селе Верхняя Филя Магарамкентского района Дагестанской АССР. По национальности — лезгин.
Учился в интернате, занимался игровыми видами спорта — был чемпионом Дагестана по волейболу среди юношей, хорошо играл в футбол. На борьбу переключился в студенческие годы, когда учился на физико-математическом факультете Дагестанского педагогического института (ныне Дагестанский государственный педагогический университет), выполнив норматив мастера спорта. Тренировался у Заслуженного тренера СССР А. А. Карапетяна. По окончании вуза по распределению отработал один год учителем в Цумадинском районе. Оттуда был призван в Советскую армию; служил в Грузинской ССР в спортроте Закавказского военного округа.
После демобилизации вернулся в Махачкалу и стал работать тренером в ДСО «Спартак». Затем перешёл в спортивное общество «Урожай». Некоторое время был заместителем председателя этого общества — Али Алиева. В 1991 году был назначен директором спортшколы «Урожай», занимал эту должность в течение 17 лет. Все эти годы и по настоящее время М. М. Магомедов продолжает тренировать спортсменов. Один из его воспитанников — Ваха Евлоев стал знаменитым борцом и впоследствии государственным деятелем.
В 1999 году Меджиду Мусенифовичу было присвоено звание Почётного гражданина города Махачкалы.
Скончался 14 июня 2019 года.